# Талия (журнал, Германия)
«Талия» (нем. Thalia) — немецкий журнал об истории, театре, культуре, философии, литературе и политике. Основан в 1784 году, закрыт в 1791 году. Офис журнала находился в Лейпциге.
Основал журнал Фридрих Шиллер, в годы службы в качестве драматического писателя при Национальном театре Мангейма (где в 1782 году состоялась премьера его драмы «Разбойники»).
Сам Шиллер также печатался в журнале; его ода «К радости» была впервые опубликована в «Талии» в 1786 году.